# Konflikt v Makedonii
Povstání v Makedonské republice v roce 2001 bylo ozbrojeným konfliktem, který začal útokem povstalecké skupiny albánské národní osvobozenecké armády (NLA), vytvořené z veteránů kosovské války a povstání v Preševské dolině, na makedonské ozbrojené síly na konci ledna 2001. Konflikt skončil dohodou z Ochridu, která byla podepsána dne 13. srpna téhož roku. Objevila se také tvrzení, že NLA si nakonec přála, aby se oblasti s albánskou většinou oddělily od země, ačkoli vysoce postavení členové skupiny to popřeli. Konflikt trval po většinu roku, ačkoli celkové ztráty zůstaly omezeny na několik desítek jedinců na obou stranách, podle zdrojů z obou stran konfliktu. S tímto konfliktem dostihly jugoslávské války Makedonskou republiku, která získala nezávislost na Jugoslávii v míru roku 1991.